# Данте Бонінфанте
Данте Бонінфанте  (італ. Dante Boninfante, 7 березня 1977) — італійський волейболіст, олімпійський медаліст.

## Виступи на Олімпіадах
| Олімпіада   | Дисципліна | Місце |
| ----------- | ---------- | ----- |
| Лондон 2012 | волейбол   | 3     |

## Зовнішні посилання
- Досьє на sport.references.com [Архівовано 17 грудня 2012 у Wayback Machine.]